# Agrias rileyi
Agrias rileyi är en fjärilsart som beskrevs av Le Moult 1926. Agrias rileyi ingår i släktet Agrias och familjen praktfjärilar. Inga underarter finns listade i Catalogue of Life.